# Zachraňte vojína Ryana
Zachraňte vojína Ryana (v originále Saving Private Ryan) je filmové drama režiséra Stevena Spielberga z roku 1998.

## Děj

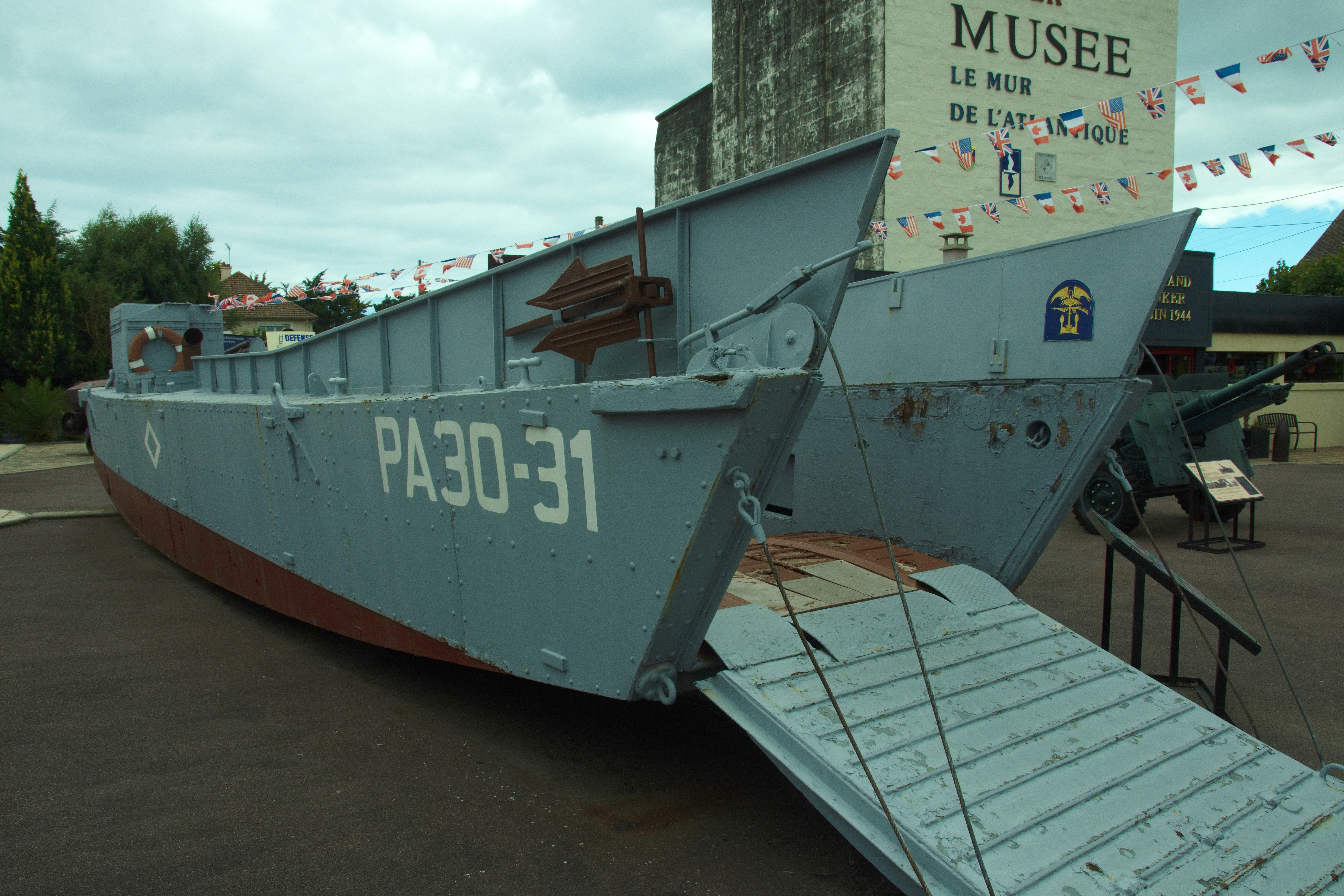
Vyloďovací člun použitý při filmu Zachraňte vojína Ryana. Normandie

Film začíná v současnosti, kdy stárnoucí americký válečný veterán navštěvuje se svou rodinou americký hřbitov v Normandii. Před jedním z náhrobků, konkrétně nad hrobem kapitána Millera, se zhroutí a začíná si vybavovat vzpomínky na válku.
Příběh se retrospektivně přesouvá do rána 6. června 1944, kdy začíná invaze spojeneckých sil na pláže Normandie. Američtí vojáci přistávají na pláži Omaha, kde čelí zdrcujícímu palebnému odporu německých sil. Kapitán John H. Miller, velitel roty Rangers, přežije masakr a podaří se mu sjednotit své muže, aby prorazili německou obranu a zajistili cestu pro další vojáky. V originálním znění na konci úvodní bitvy na pláži v Normandii vylezou dva nacističtí vojáci ze zákopu a první z nich s rukama nahoře česky křičí - Nestřílejte, já jsem Čech. Poté je jeden z amerických vojáků zastřelí. Jde o slezany, kteří museli narukovat k wehrmachtu poté, co Němci připojili Hlučínsko k Říši. 
Mezitím ve Washingtonu zjistí Ministerstvo války, že tři ze čtyř bratrů Ryanových padli během krátké doby na různých bojištích druhé světové války, zatímco osud čtvrtého bratra, vojína 101. výsadkové divize Jamese Francise Ryana, je neznámý. Generál George C. Marshall se rozhodne, že Ryan musí být nalezen a převezen zpět do USA, aby byla jeho matka ušetřena úplné ztráty všech svých synů.
Kapitán Miller dostává rozkaz Ryana nalézt. Sestavuje osmičlenný tým, který zahrnuje zkušené vojáky i překladatele Tima Uphama, který postrádá bojové zkušenosti. Skupina se vydává do Normandie, kde během putování narazí na různé nebezpečné situace. V městečku Neuville se pokusí zachránit dívku, což vede ke smrti vojína Caparza, který je zasažen německým odstřelovačem. Po chvílích frustrace a ztrát se jim podaří lokalizovat jiného vojáka Ryana, ale zjistí, že jde o omyl.
Po dalších neúspěšných pokusech získávají informaci, že jejich hledaný cíl se nachází u strategicky důležitého mostu v městečku Ramelle, kde spolu s dalšími výsadkáři brání německému postupu. Na cestě k mostu Millerova skupina narazí na německou kulometnou pozici. Přestože někteří muži s útokem nesouhlasí, Miller rozhodne, že je třeba ji zneškodnit. Akce je úspěšná, ale sanitář Wade je smrtelně zraněn. Jediný přeživší německý voják je zajat, ale poté propuštěn s rozkazem vzdát se první americké jednotce, na kterou narazí. Tento moment vyvolává spory uvnitř skupiny, zejména mezi Reibenem a Horvathem, a Miller musí konflikt uklidnit odhalením své předválečné identity učitele.
Po příchodu do Ramelle nachází Ryana, který odmítá opustit své spolubojovníky. Miller se rozhodne zůstat a pomoci s obranou mostu. Skupina improvizuje obranný plán zahrnující takticky umístěné kulomety, zápalné láhve a nálože na zničení mostu v případě potřeby. Němci zahajují masivní útok podporovaný tanky. V krvavé bitvě jsou postupně zabiti téměř všichni členové Millerova týmu, včetně Horvatha, Mellishe a Jacksona. Miller je smrtelně zraněn německým vojákem, kterého dříve propustil. Poslední okamžiky bitvy přinášejí záchranu v podobě spojeneckého letectva a tankových jednotek, které dorazí právě včas, aby zabránily Němcům získat most. Upham, který byl dříve paralyzován strachem, popravuje německého vojáka, jenž zastřelil Millera. Umírající Miller předává Ryanovi své poslední poselství: „Zasluž si to.“ 
Příběh se vrací do současnosti, kde starý Ryan stojí nad Millerovým hrobem a ptá se své ženy, zda vedl dobrý život a byl hodným člověkem. Když mu to potvrdí, Ryan vzdává čest Millerovu hrobu. Film končí pohledem na americkou vlajku vlající nad hřbitovem.

## Obsazení
| Tom Hanks (dabing Aleš Procházka)        | kapitán John H. Miller                |
| Tom Sizemore (dabing Libor Terš)         | seržant Mike Horvath                  |
| Jeremy Davies (dabing Pavel Chalupa)     | kartograf a překladatel Timothy Upham |
| Adam Goldberg (dabing Antonín Navrátil)  | Stanley „Fish" Mellish                |
| Edward Burns (dabing Pavel Kříž)         | Richard Reiben                        |
| Barry Pepper (dabing Ludvík Král)        | sniper Daniel Jackson                 |
| Vin Diesel (dabing Luděk Čtvrtlík)       | Adrian Caparzo                        |
| Giovanni Ribisi (dabing Radovan Vaculík) | Irwin Wade                            |
| Matt Damon (dabing Michal Jagelka)       | James Francis Ryan                    |
| Paul Giamatti (dabing Bohdan Tůma)       | seržant William Hill                  |
| Ted Danson (dabing Vladislav Beneš)      | kapitán Fred Hamill                   |
| Dennis Farina (dabing Jiří Hromada)      | podplukovník Walter Anderson          |
| Max Martini                              | desátník Fred Henderson               |
| Demetri Goritsas (dabing Jiří Schwarz)   | Parker                                |
| Daniel Cerqueira (dabing Jiří Kvasnička) | Weller                                |
| Harve Presnell (dabing Vladimír Fišer)   | generál George Catlett Marshall       |
| Nathan Fillion (dabing Ivo Novák)        | Ryan z Minnesoty                      |
| Martin Hub                               | Čech z Wehrmachtu                     |

## Zajímavosti
- Ve filmu si zahrál i Čech Martin Hub jednoho z německých vojáků.
- Tom Sizemore, který ztvárnil seržanta Horvatha, během natáčení filmu bojoval se závislostí na drogách.

## Inspirace

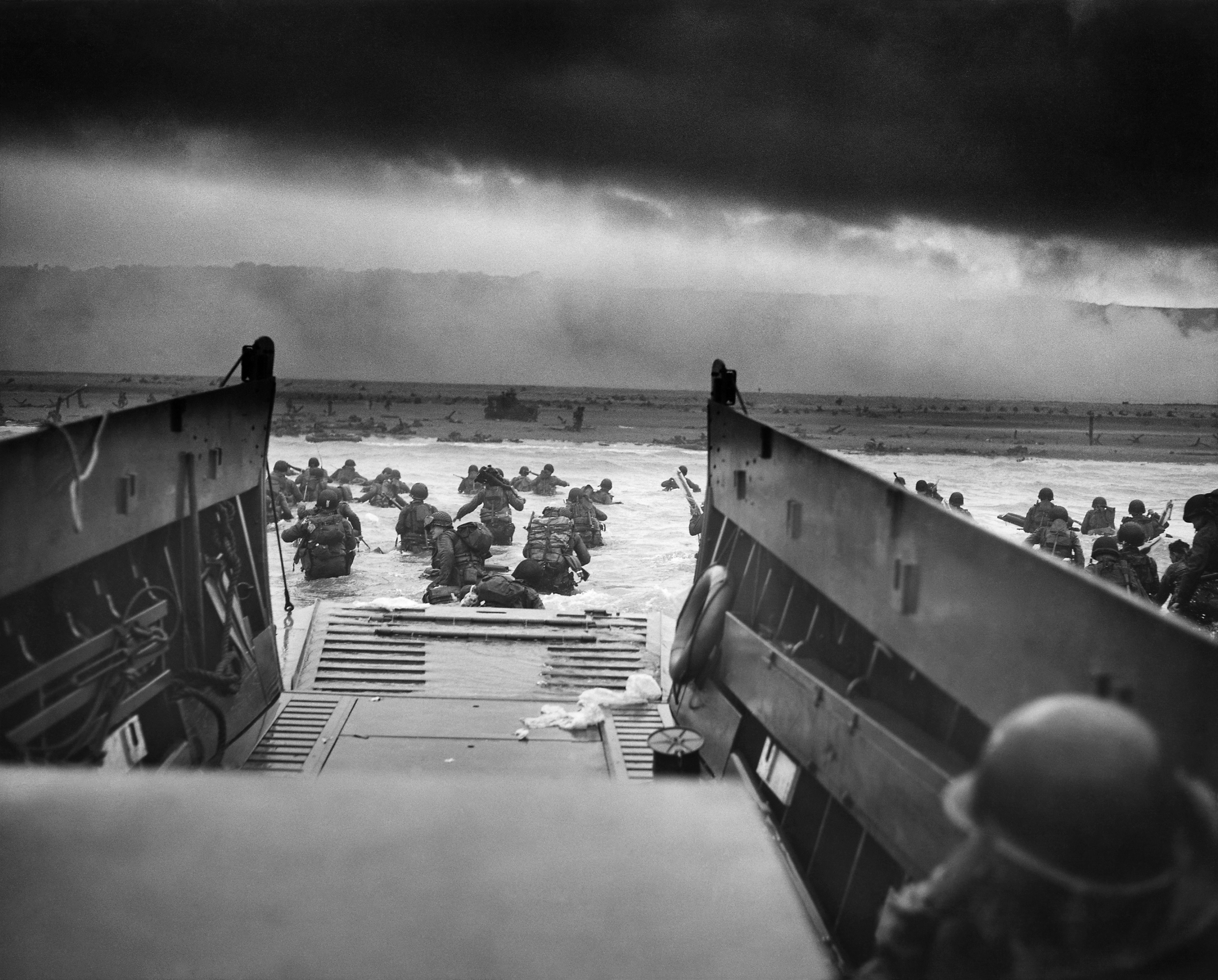
Robert F. Sargent: Do spárů smrti: Vojáci z 1. divize přistávají na Omaha Beach

Film se inspiroval fotografií Do spárů smrti (anglicky Taxis to Hell – and Back – Into the Jaws of Death zkráceně Into the Jaws of Death), což je nejznámější fotografie, kterou pořídil Robert F. Sargent, fotograf pobřežní hlídky United States Coast Guard (CPhoM, USCG). Na snímku jsou vojáci z 1. pěší divize, kteří přistávají na pláži Omaha Beach dne 6. června 1944 v rámci Operace Overlord během druhé světové války vylodění spojeneckých vojsk do Němci okupované Francie.